# Castellero
Castellero – miejscowość i gmina we Włoszech, w regionie Piemont, w prowincji Asti.
Według danych na styczeń 2009 gminę zamieszkiwały 302 osoby przy gęstości zaludnienia 69,6 os./1 km².